# Lanchester Motor Company
La Lanchester Motor Company Limited fut un des premiers fabricants de voitures anglais, situé jusqu'au début de 1931 à Armourer Mills, Montgomery Street, Sparkbrook, Birmingham, et par la suite à Sandy Lane, Coventry, en Angleterre.

## Situation actuelle
Lanchester a été acheté par le Groupe BSA à la fin des années 1930, après quoi ses voitures ont été fabriquées par Daimler à l'usine Daimler de Coventry. Donc, avec Daimler, Lanchester est devenu une partie de Jaguar Cars en 1960. 
À la suite du rachat de Jaguar par le constructeur indien Tata Motors en mars 2008, les droits de la marque Lanchester ont été transférés dans Jaguar Land Rover par Tata Motors. 
La marque Lanchester a été mise en veilleuse après que la dernière Lanchester soit sortie de la ligne d'assemblage en 1955. La Lanchester Motor Company Limited est toujours inscrite comme un actif de l'entreprise et les comptes sont déposés chaque année, mais depuis 2014, elle est indiquées comme "non-commerciale".

## L'histoire

### Les trois frères

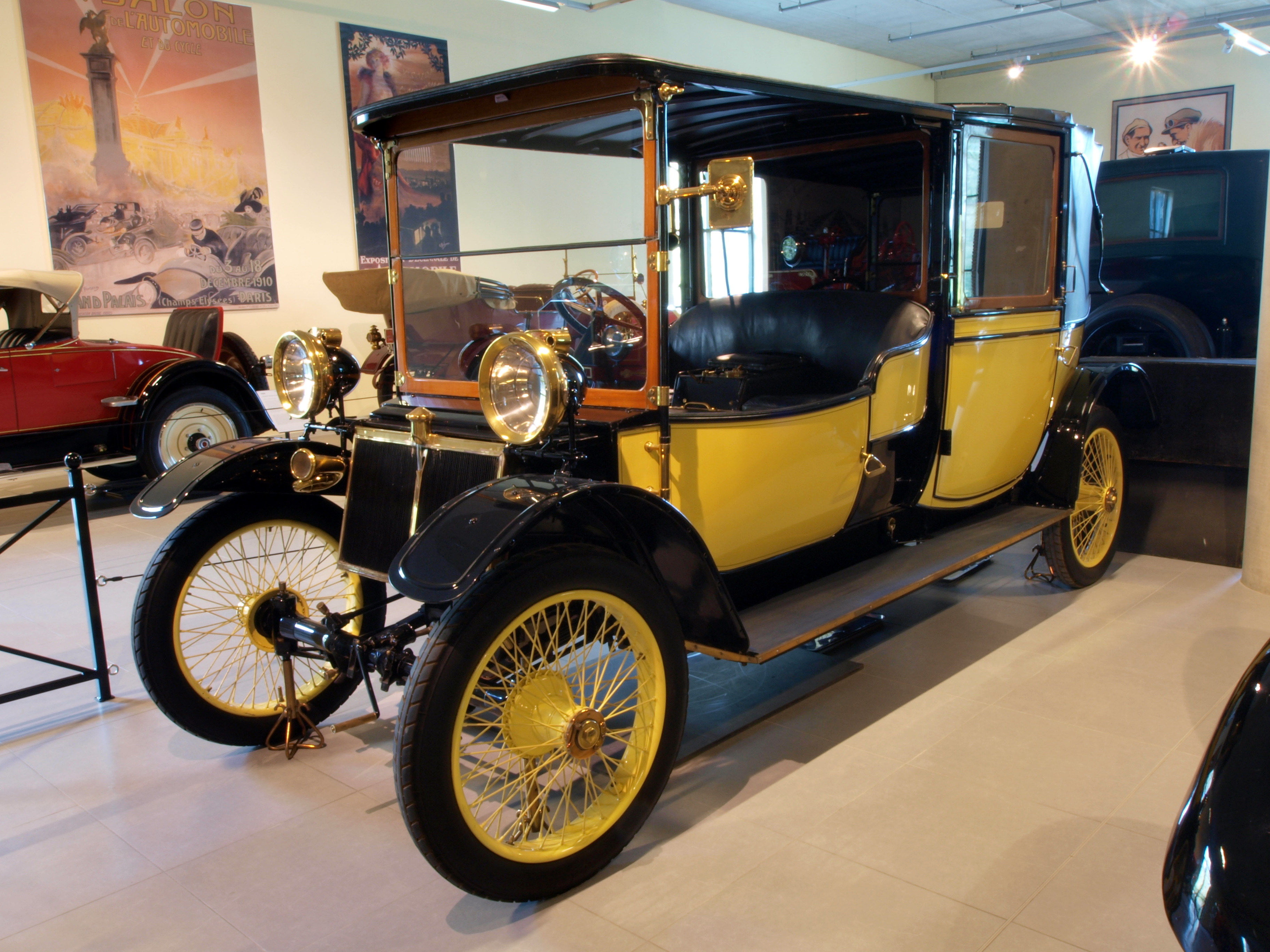
28 hp landaulette
exemple de 1910
Les Edwardiennes Lanchester définissaient leurs propres conventions, elles étaient très chères et destinées à durer éternellement !

Cette entreprise fut fondée par les trois frères Lanchester, Frédéric, l'un des ingénieurs les plus influents de l'industrie automobile du 19e et 20e siècles, George et Frank qui, ensemble, créèrent La Lanchester Motor Company, Société à responsabilité Limitée, en décembre 1899 en conservant le soutien financier qu'ils avaient préalablement reçu par les deux frères Charles Vernon Pugh et John Pugh de Rudge-Whitworth. D'autres mandataires sont les frères Whitfield, J. S. Taylor et Hamilton Barnsley – un maître constructeur qui a vendu l'entreprise à BSA-Daimler en 1931.
Le travail sur la première voiture Lanchester commença en 1895, conçue dès le départ comme une voiture automobile et non une charrette motorisée (en), et elle parcourut les routes publiques en février ou en mars 1896. Elle avait un moteur monocylindre de 1306 cm³ avec un piston à deux bielles pour entraîner séparément le vilebrequin et le volant d'inertie en rotation dans des sens opposés, donnant un fonctionnement très lisse. Un moteur bicylindres a été monté sur le même châssis en 1897 et une seconde voiture complète a été construite à côté d'elle. Cela conduisit à la première production de voitures en 1900, où six furent faites comme modèles de démonstration. Munies de moteurs deux cylindres de 4 033 cm3 horizontaux à refroidissement par air conservant la conception à double bielle. La direction se faisait par levier latéral et non pas par volant. La boîte de vitesses utilisait un train épicycloïdal. Les premières voitures ont été vendues au public en 1901. En 1902 Lanchester devint la première société à commercialiser des freins à disque sur des modèles grand-public. Ils étaient à entraînement mécanique et uniquement sur les roues avant. Les disques étaient très minces et en métaux très souples comme le laiton. Bien que laissant probablement beaucoup à désirer, ils correspondent à la définition d'un frein à disque, et battirent tous les concurrents pendant de nombreuses années.

#### Salon De L'Automobile de Crystal Palace, janvier 1903
« La Lanchester Motor-Car Company expose quelques véhicules particulièrement intéressants. La conception est ici originale, ou tout le moins, diffère des conceptions courantes, parce que la Lanchester est une des premières voitures Anglaises. Le moteur horizontal est équilibré de manière ingénieuse. La boîte de vitesses est à train épicycloïde et contrôlée par des freins à bandes. L'allumage électrique est ingénieusement conçu et les suspensions sont également d'un type spécial. Décrire les mécanismes de ces voitures serait impossible sans dresser des diagrammes élaborés. Elles sont remarquables pour leur facilité de conduite et leur absence de vibrations. »
Toutes les carrosseries furent réalisées en externe par des carrossiers jusqu'en 1903 lorsqu'un département spécialisé fut mis en place et jusqu'à 1914, la plupart des voitures Lanchester étaient carrossées par Lanchester. En 1904, malgré un carnet de commandes complètement rempli, l'entreprise a manqué d'argent et La Lanchester Motor Company à responsabilité Limitée a été mise en liquidation volontaire. Après une période de gestion par un séquestre, l'entreprise a été réorganisée, recapitalisée et incorporée en tant que Lanchester Motor Company Limited plus tard la même année.
Les modèles 1904 étaient équipés de moteurs quatre-cylindres de 2470 cm³, refroidis à l'eau, à soupapes en tête et lubrification sous pression, techniques très inhabituelles à l'époque, et sont montés avec des boîtes de vitesses à planétaires situées entre les sièges avant, plutôt que de manière centralisée, ce qui entraîne une conception où le pilote est assis bien en avant et il n'y a pas de capot. Des modèles six cylindres s'ajoutent au catalogue jusqu'en 1906. Les spécifications deviennent plus classiques avec un volant de direction en option à partir de 1908, pour devenir la norme à la fin de 1911, et un système à pédales et levier de vitesse en remplacement des deux leviers d'origine. George Lanchester est maintenant directeur, Frédéric ayant démissionné en 1913, et le moteur est déplacé vers l'avant en position classique dans le modèle sportif Forty à moteur six cylindres à soupapes latérales de 5,5 litres, dont très peu furent faites avant le déclenchement de la première Guerre Mondiale. Une caractéristique distinctive du moteur a été l'utilisation de ressorts à lames plutôt que de ressorts hélicoïdaux. Frank Lanchester gérait le bureau de ventes de Londres.

Avant 1914
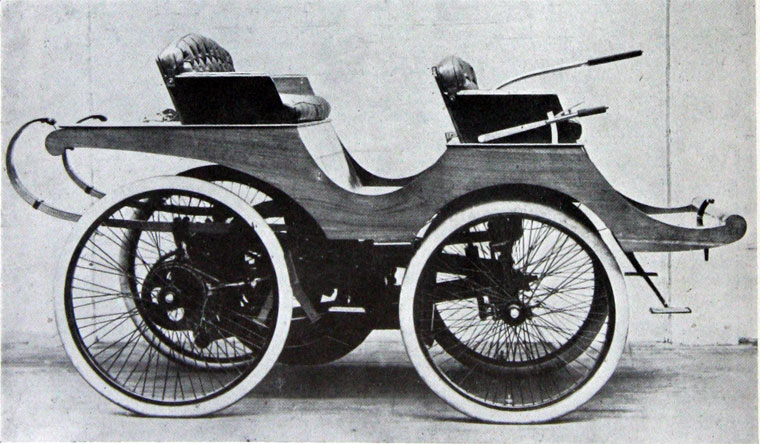
1895
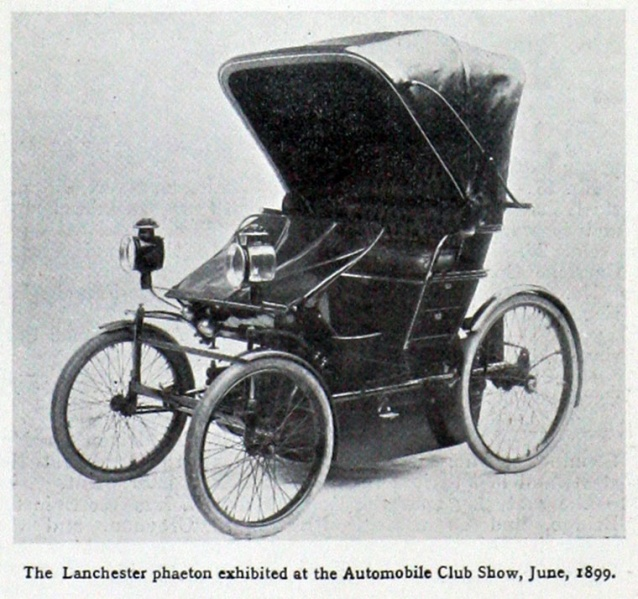
1899
1901
1903
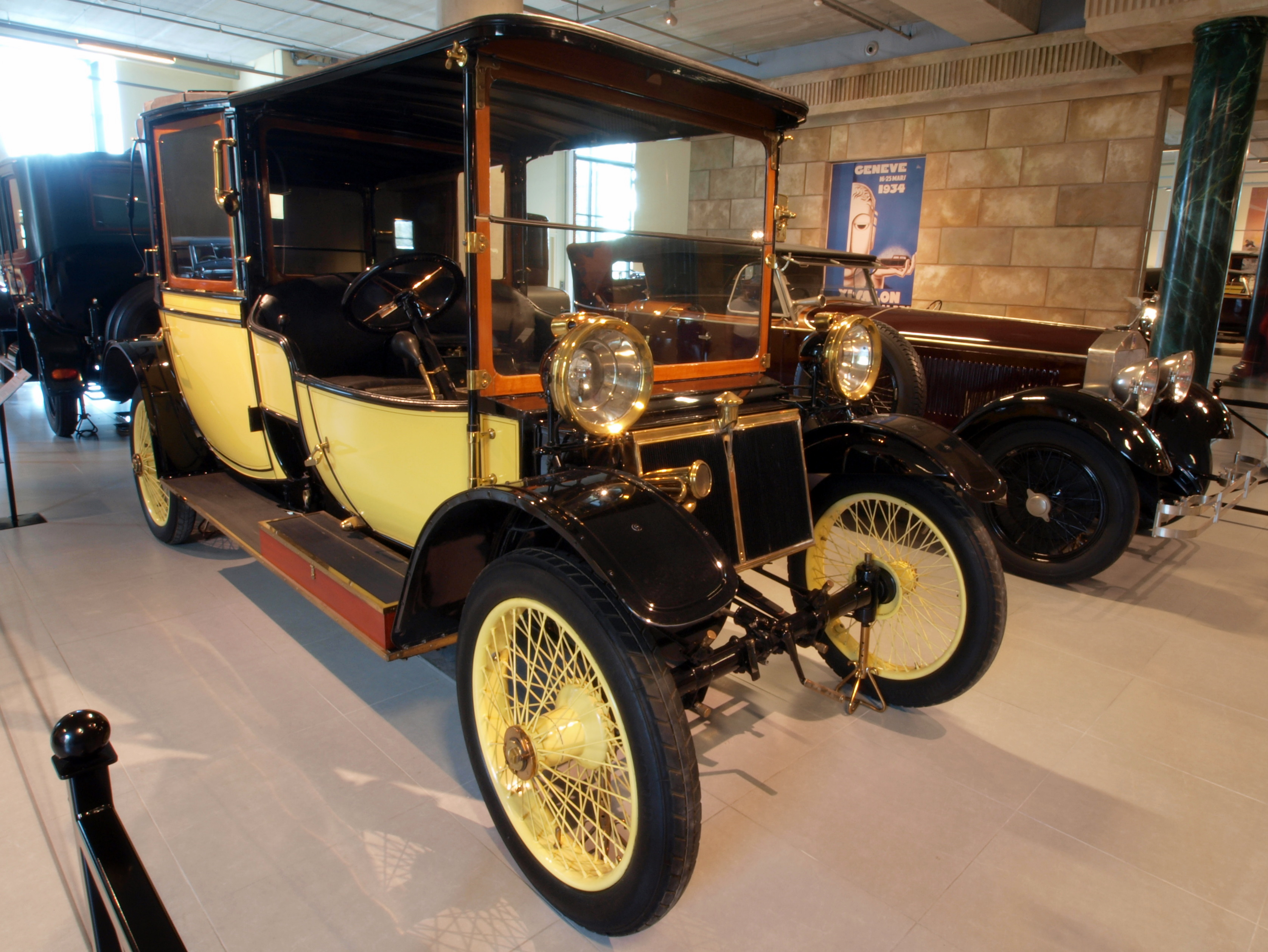
1910
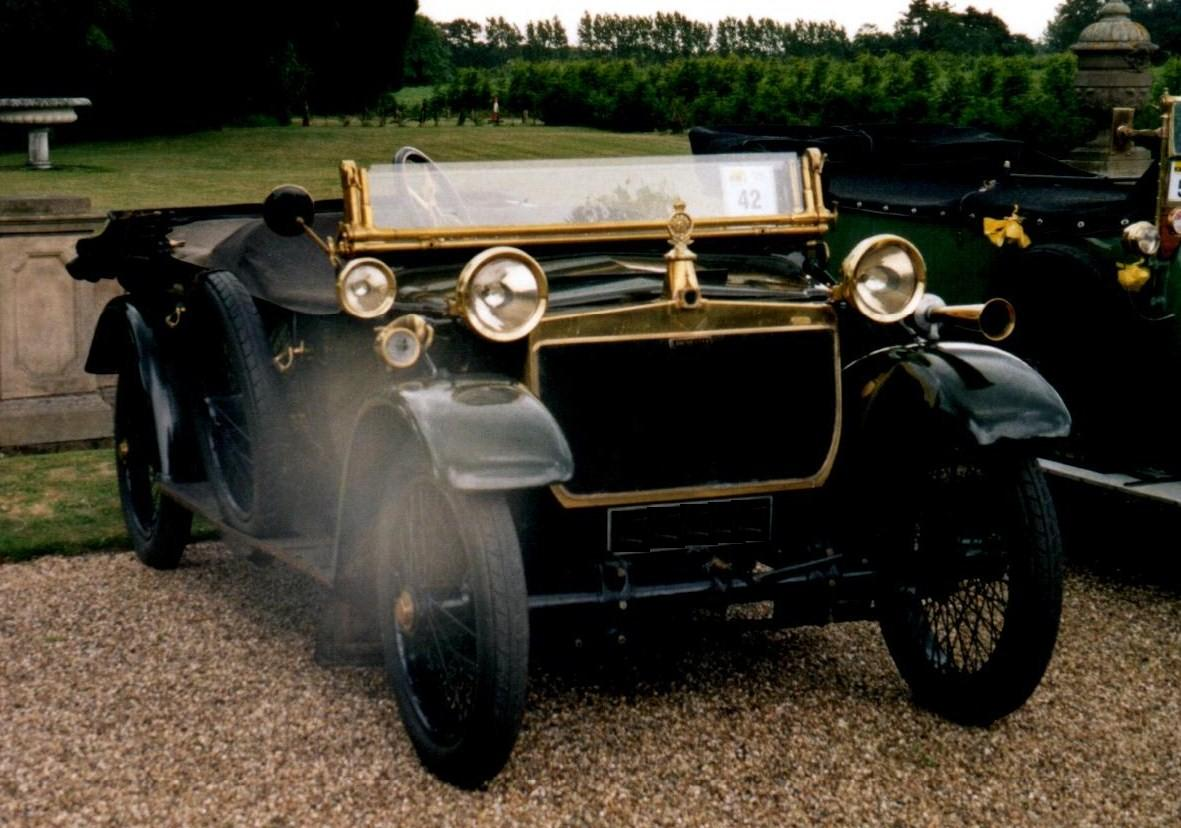
1912
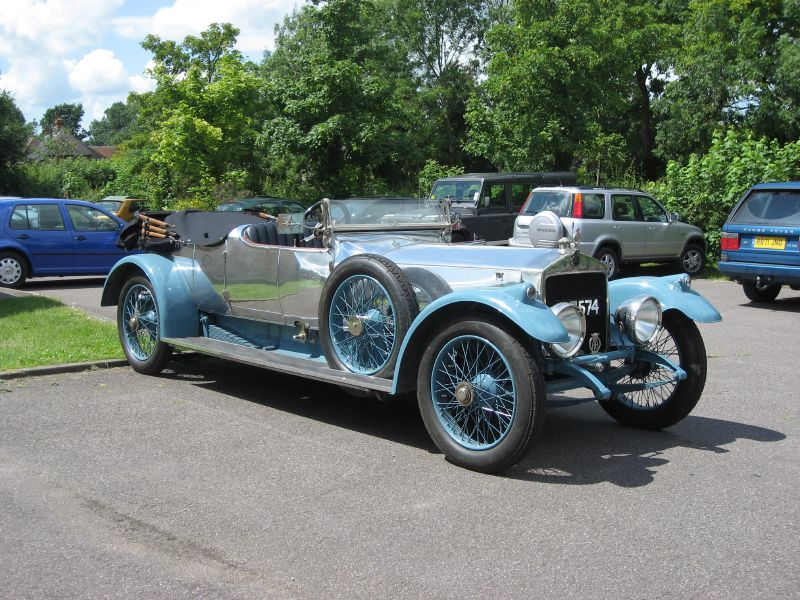
1914
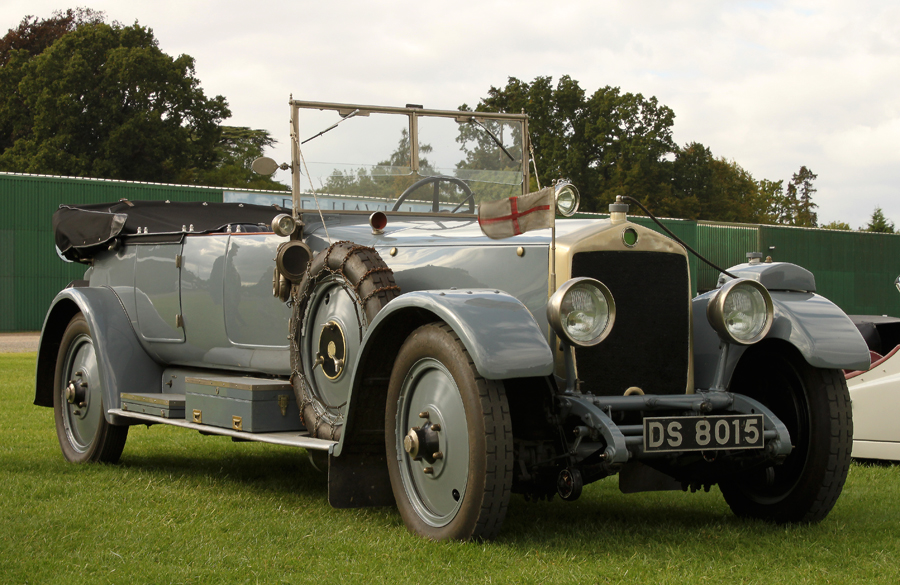
1914

#### La guerre
Pendant la première Guerre Mondiale, l'entreprise fabrique des obus d'artillerie et des moteurs d'avions, mais une certaine production de véhicules a continué avec la Voiture Blindée Lanchester 4x2 construite sur le châssis Lanchester 38 hp pour une utilisation par le Royal Naval Air Service sur le Front de l'Ouest.

#### L'après-guerre
Après la première guerre Mondiale, la société a adopté une politique de modèle unique et la Forty a été ré-introduite avec un moteur 6,2 litres à soupapes en tête, munie d'une boîte à 3 vitesses, toujours à l'aide de réducteurs épicycloïdaux et un essieu arrière à vis sans fin. Elle était très chère, plus chère qu'une Rolls-Royce Silver Ghost, et pour maintenir la production, une plus petite voiture, la Twenty-One (21), s'ajoute à la gamme en 1924. Elle avait un moteur six cylindres de 3,1 litres à culasse amovible, accouplé à une boîte de vitesses conventionnelle à quatre rapports et des freins aux quatre roues. Elle devint la Twenty-Three (23) en 1926 avec le moteur agrandi à 3,3 litres. La Forty a été finalement remplacée par la Thirty (30) à moteur huit cylindres en ligne de 4,4 litres de cylindrée en 1928. Une nouvelle série de véhicules blindés a été faite en 1927, sur base d'une version à six roues du châssis de la Forty.
L'année 1928 vit la dernière création de George, un huit cylindres de 4.446 cm³; seuls 126 furent construites avant que la grande crise économique ne tue la demande.

#### Olympia 1930
Douze mois après le krach de Wall Street ces voitures furent exposées par Lanchester sur leur stand au salon de l'Automobile de l'Olympia, en octobre 1930 :
- 21 hp[6] Landaulette 6 cylindres par Maythorn, £ 1.775, châssis seul à 1 050 £
- 31 hp Limousine 8 cylindres par Hooper, à £ 2.300, châssis seul à £ 1.325
- 31 hp Coupé de Ville 8 cylindres à 6/7 places par Windovers à 2 435 £

Les moteurs étaient respectivement des 3.330 et 4 440 cm3.
Empattements et voies:
- 6-cylindres: 11 pieds 1 pouce et 4 pieds 8 pouces
- 8-cylindres: 11 pi 10 ½ et 4 pieds 8 pouces

Silhouettes conventionnelles de 1920 avant la vente au Groupe BSA
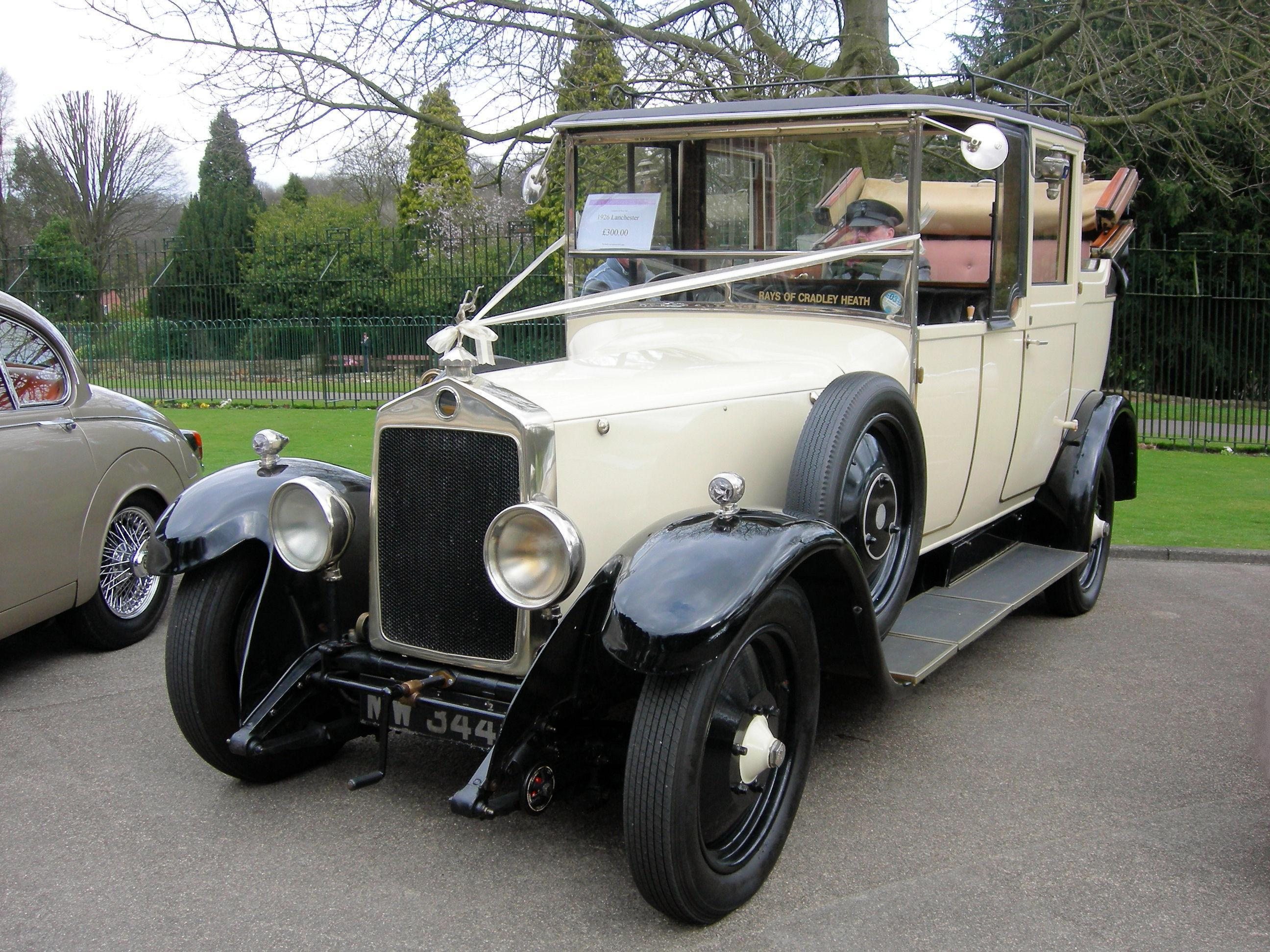
23 hp
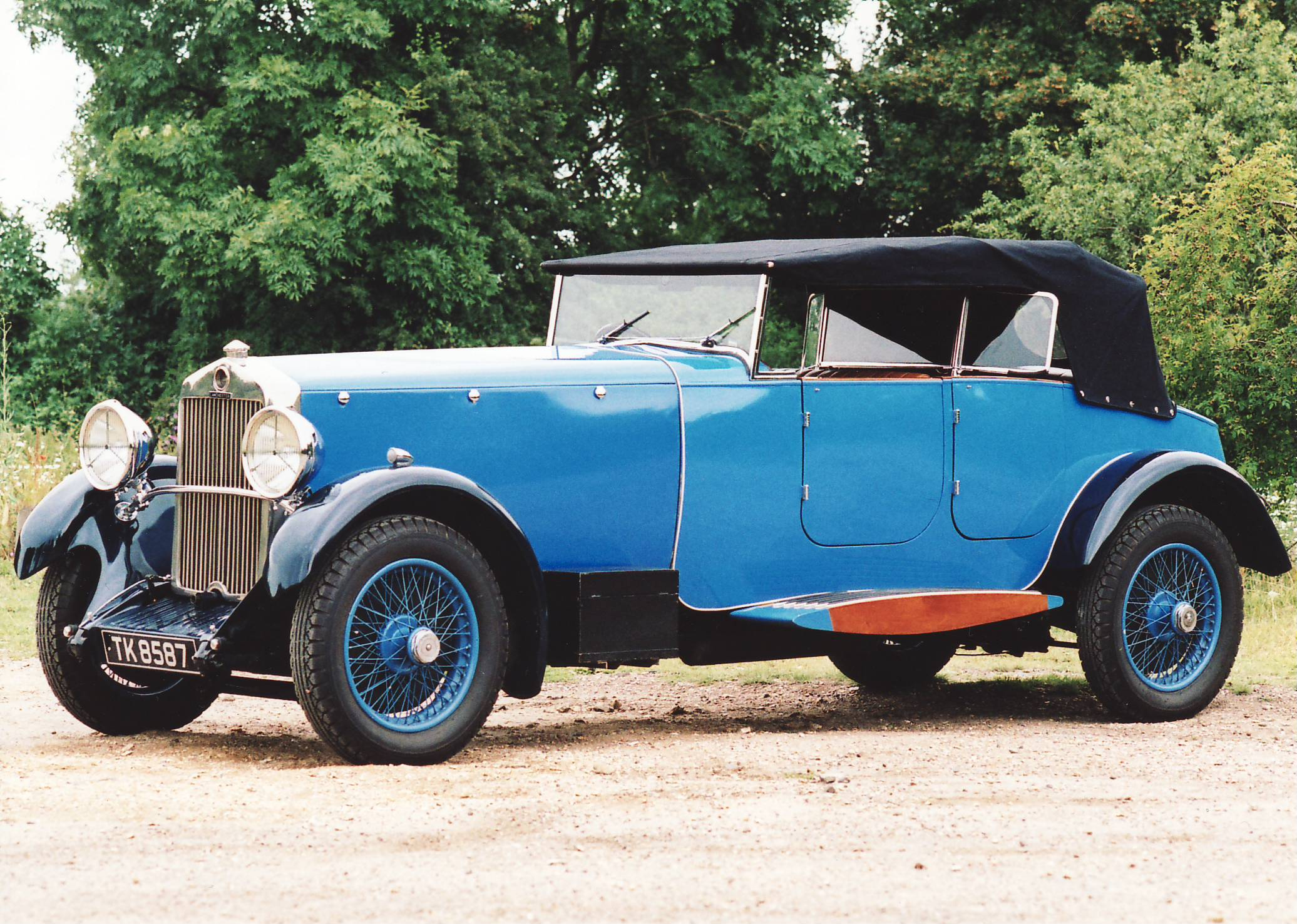
30 hp

### Vente ou liquidation
Dans les semaines qui suivirent, leur banque demanda à la société de couvrir le découvert de 38 000 £, forçant la liquidation immédiate des actifs de la société. Parce que leurs locaux se situaient à côté de ceux de BSA d'Armourer Mills à Sparkbrook, une vente à la BSA s'imposait. Thomas Hamilton Barnsley (1867-1930), principal actionnaire, président et directeur général négocia la vente de l'ensemble du capital-actions au groupe BSA peu de temps avant de mourir le Jour de Noël 1930. L'achat de l'ensemble des actions par BSA a été achevé en janvier 1931 pour 26 000 £, une fraction de la valeur des actifs. La production de voitures fut transférée à la nouvelle filiale Daimler, à Motor Mills, Sandy Lane, Radford, Coventry,.

### Daimler
George Lanchester a été maintenu en tant que concepteur principal et Frank est devenu le directeur des ventes. La première nouvelle offre, toujours conçue par George Lanchester, était une version de la Daimler Light Twenty (20 légère), la Lanchester Eighteen (dix-huit) avec freins hydrauliques et une Daimler à embrayage à volant hydraulique. La Ten (Dix) de 1933 était une version haut de gamme de la BSA Ten. La Fourteen (Quatorze) Roadrider de 1937 était presque identique à la nouvelle Daimler Fifteen.
Le Duc d'York, un fidèle client des années 1920 et 1930, préféra la version Daimler moins voyante et a pris livraison d'une paire de limousines Daimler huit cylindres spécialement construites avec la calandre Lanchester et les badges.
Après la guerre, une Lanchester Ten a été réintroduite avec le 1 287 cm3 LD10 qui n'avait pas d'équivalent Daimler et la quatre-cylindres de 1950 Fourteen / Leda. Le tout dernier modèle, dont seuls les prototypes ont été produits, a été appelé le Sprite.

Badge engineering, ou mettre la marque sur des modèles produits par d'autres filiales du même groupe.
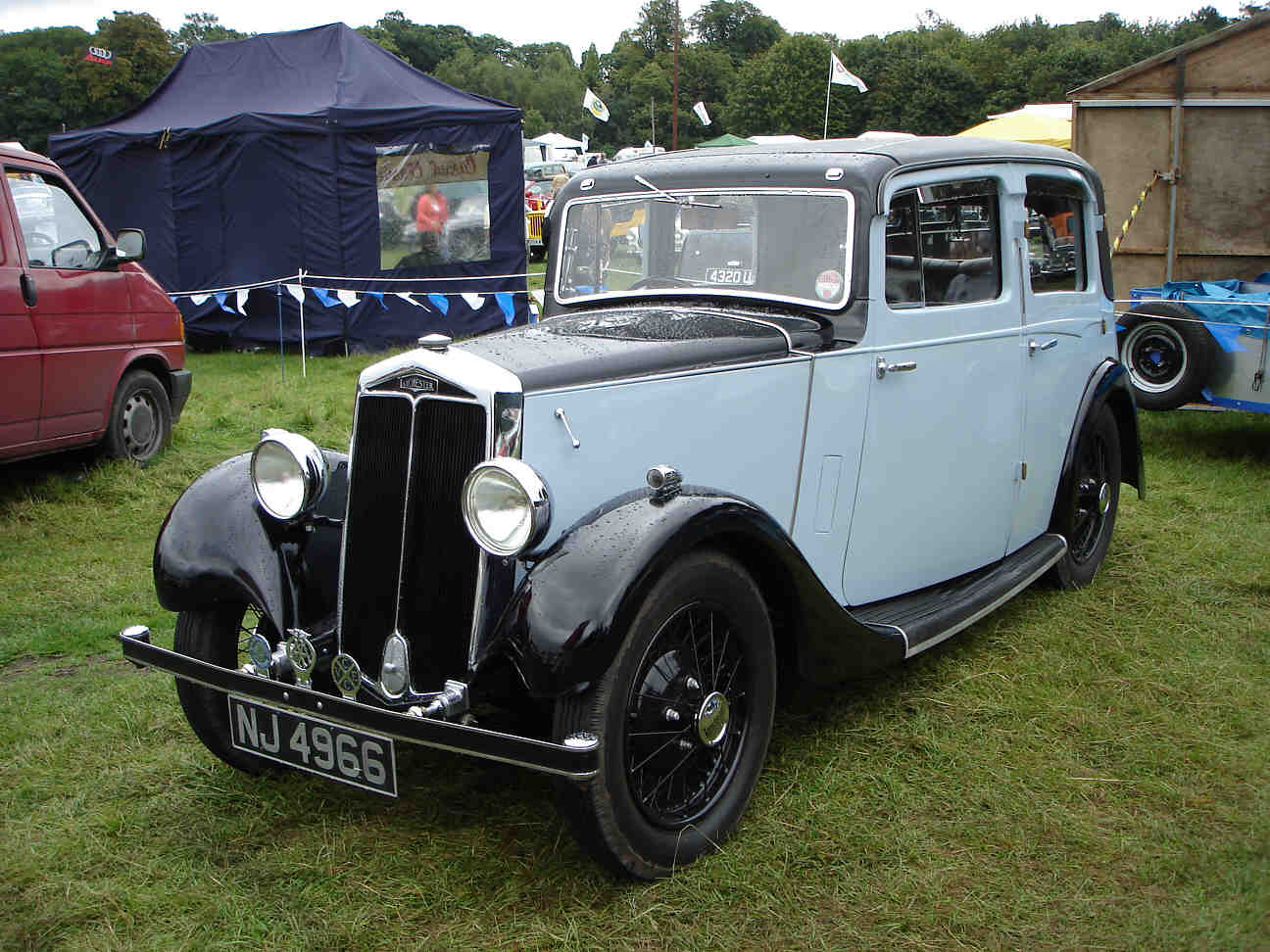
Ten 1933-1936
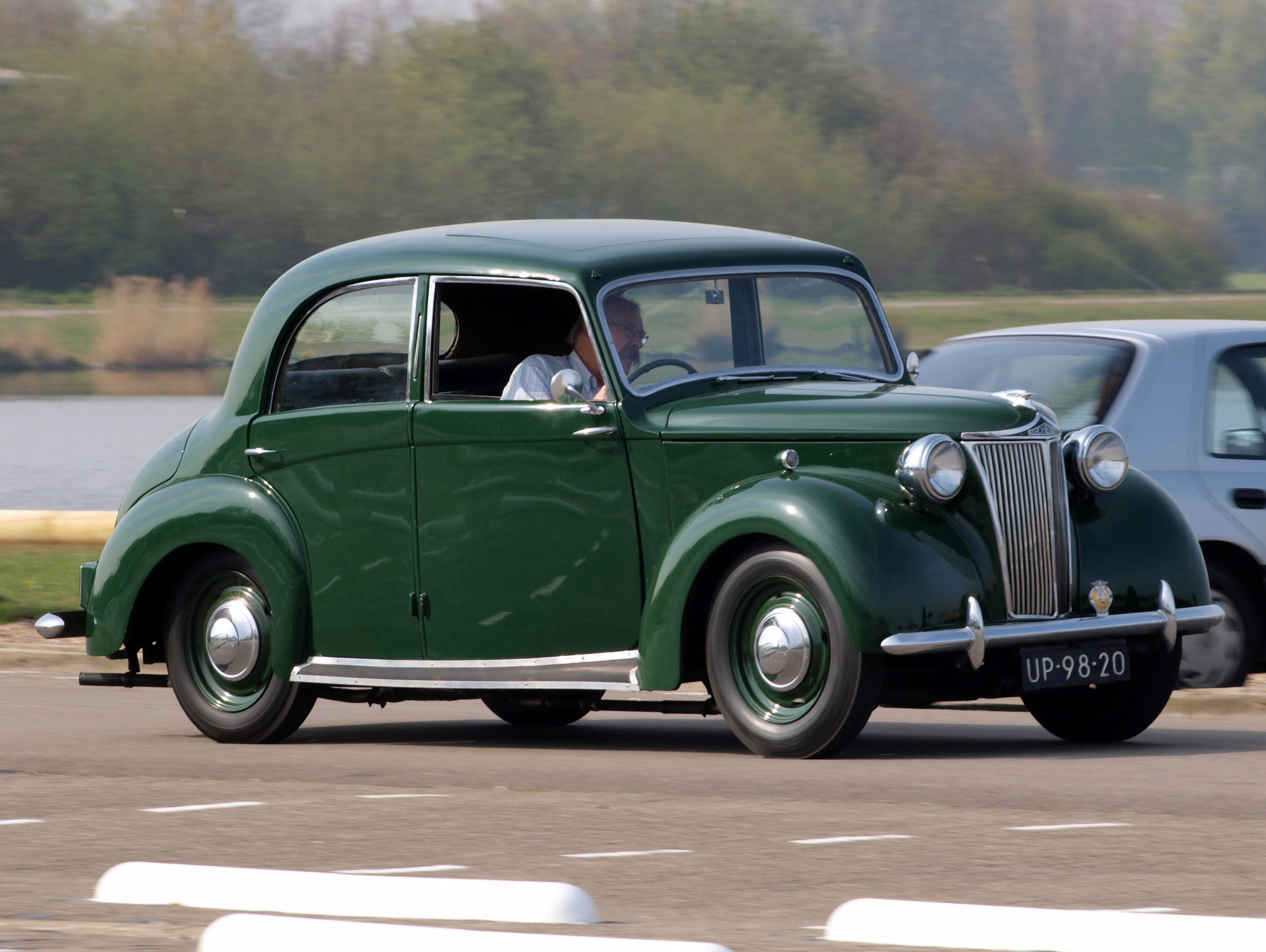
Berline Ten sports, carrossée par Barker, 1951
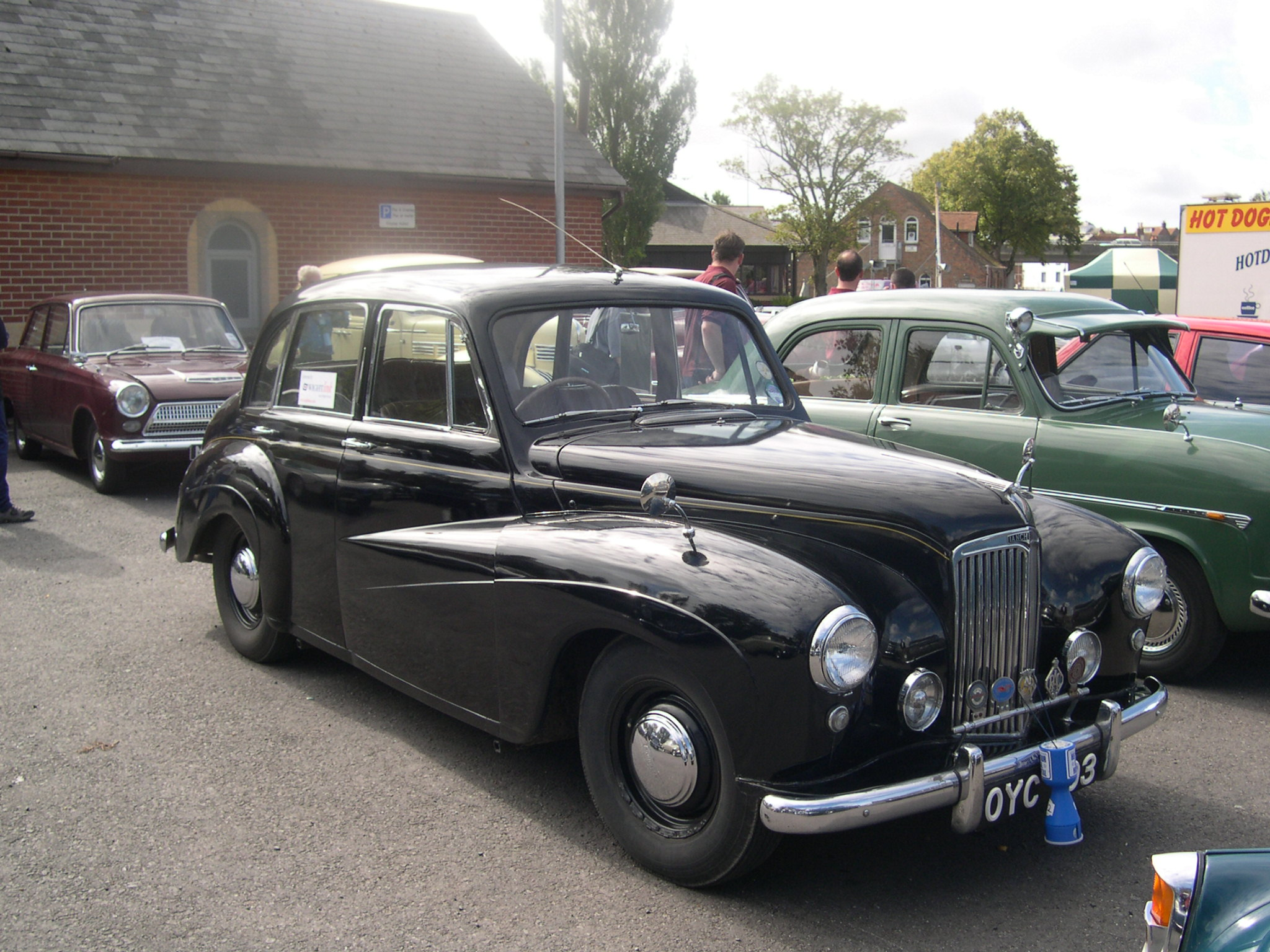
Leda ou Fourteen (14), 1953

### Jaguar, Ford, Tata
Daimler était en déclin en 1960, BSA vendit les locaux Daimler et les entreprises à Jaguar Cars qui ont depuis lors utilisé le nom Daimler sur leurs produits les plus chers. Ensuite, Jaguar a été racheté par le groupe Ford en 1990 et a été intégré dans la division Premier Automotive Group de l'américain en 2002. Puis en 2008, le groupe américain a vendu le constructeur de voitures de luxe Jaguar Cars à Tata Motors et a inclus les droits d'utilisation du nom Lanchester dans le contrat de vente de Jaguar à Tata Motors.

## Monument

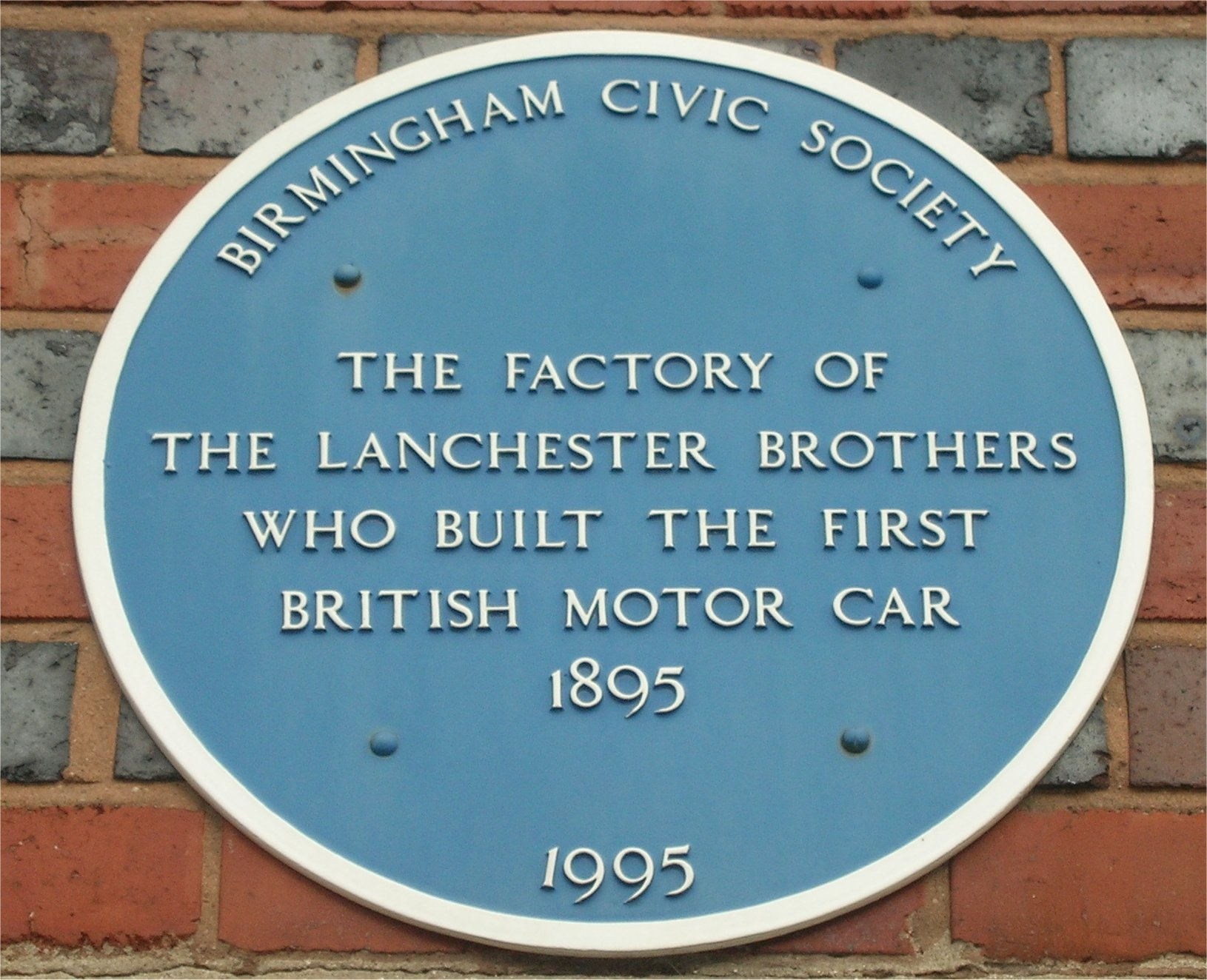
La plaque bleue qui renseigne des lieux historiques, sur l'ancienne usine, Rue Montgomery, Sparkbrook, Birmingham

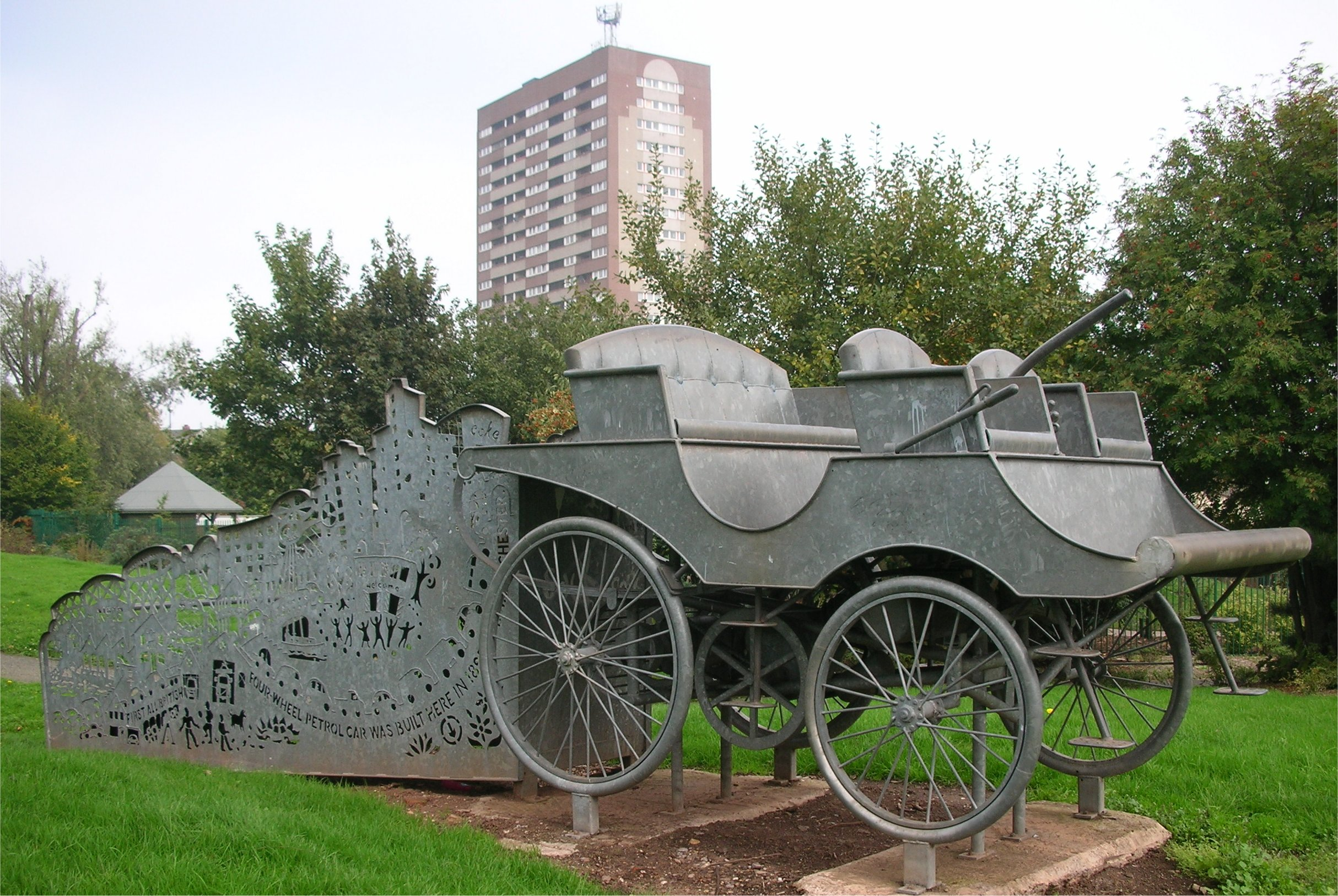
Le monument aux voitures Lanchester

Une sculpture de plein air, le Lanchester Car Monument, est érigée dans le quartier de Bloomsbury Heartlands de Birmingham, conçue par Tim Tolkien, sur le site où Lanchester construisit la première voiture à essence à quatre roues en 1895.

## Voitures Lanchester
| Type                       | Moteur                                                                              | Production                       | Année     | Notes                                                                    |
| -------------------------- | ----------------------------------------------------------------------------------- | -------------------------------- | --------- | ------------------------------------------------------------------------ |
| Lanchester Five            | 1 306 cm3 monocylindre, refroidissement à air                                       | 1                                | 1895      | Expérimentale                                                            |
| Lanchester Eight           | 3 459 cm3 bicylindre, refroidissement à air                                         | 3                                | 1897–1898 | Experimentale                                                            |
| Lanchester Ten             | 4 033 cm3 bicylindre, refroidissement à air                                         |                                  | 1900–1904 | Premier modèle de production                                             |
| Lanchester Twelve          | 4 033 cm3 bicylindre, refroidissement à eau                                         |                                  | 1903–1904 |                                                                          |
| Lanchester Sixteen         | 4,838 cm3 bicylindre, refroidissement à air                                         | 20                               | 1903–1904 |                                                                          |
| Lanchester Eighteen        | 4 838 cm3 bicylindre, refroidissement à eau                                         | 6                                | 1904      |                                                                          |
| Lanchester Twenty          | 2 472 cm3 quatre cylindres à soupapes en tête, refroidissement à eau                |                                  | 1904–1911 |                                                                          |
| Lanchester Twelve          | 3 974 cm3 bicylindre à soupapes en tête, refroidissement à eau                      |                                  | 1906–1908 |                                                                          |
| Lanchester 28              | 3 654 cm3 six-cylindres à soupapes en tête, refroidissement à eau                   |                                  | 1906–1911 |                                                                          |
| Lanchester 50              | 8 145 cm3 six-cylindres à soupapes en tête, refroidissement à eau                   | 1 voiture, 2 moteurs             | 1907      | Expérimentale                                                            |
| Lanchester 38              | 4 856 cm3 six-cylindres à soupapes en tête, refroidissement à eau                   |                                  | 1911–1914 |                                                                          |
| Lanchester 25              | 3 137 cm3 quatre-cylindres à soupapes en tête, refroidissement à eau                |                                  | 1912–1914 |                                                                          |
| Lanchester 40              | 5 482 cm3 six-cylindres à soupapes latérales, refroidissement à eau                 |                                  | 1914      |                                                                          |
| Lanchester 40              | 6 178 cm3 six-cylindres à soupapes et arbre à cames en tête, refroidissement à eau  | 392                              | 1919–1928 | Châssis 2 200 £. Freins sur les quatre roues à partir de 1924            |
| Lanchester 21              | 2,930 cm3 six-cylindres à soupapes et arbre à cames en tête, refroidissement à eau  | 735 (y compris les Twenty Three) | 1923–1926 | Châssis seul à 1 000 £.                                                  |
| Lanchester 23              | 2 930 cm3 six-cylindres à soupapes et arbre à cames en tête, refroidissement à eau  | 735 (y compris les Twenty One)   | 1926–1931 | servo à vide.                                                            |
| Lanchester petrol-electric | 1                                                                                   |                                  | 1927      | Expérimentale; maintenant au musée de la science Thinktank de Birmingham |
| Lanchester 30 hp           | 4 400 cm3 huit-cylindres à soupapes et arbre à cames en tête, refroidissement à eau | 126                              | 1929–1932 | Châssis seul à 1 325 £                                                   |

En janvier 1931, l'entreprise est rachetée par The Birmingham Small Arms Company Limited
| Type                          | Moteur | Production     | Année     | Notes                                                                                  |
| ----------------------------- | --- | -------------- | --------- | -------------------------------------------------------------------------------------- |
| Lanchester 15/18 et Eighteen  | 2 504 cm3 (2 390 cm3 à partir de 1935 et 2 565 cm3 à partir de 1936) cm³ six-cylindres à soupapes en tête, refroidissement à eau | environ 2.650  | 1932–1940 | deviendra la Daimler Light 20 badge engineered. Embrayage à disque hydraulique.        |
| Lanchester Ten LA10           | 1 203 cm3 (1 444 cm3 à partir de 1936) cm³ quatre-cylindres à soupapes en tête, refroidissement à eau                            | environ 12.250 | 1933–1936 | Embrayage à disque hydraulique. Freins à commande hydraulique jusqu'en 1935.           |
| Lanchester Light Six          | 1 378 cm3 six-cylindres à soupapes en tête, refroidissement à eau                                                                | environ 1.075  | 1935–1936 | Berline, Berline de Sport, Drophead Coupé (décapotable). Similaires aux BSA.           |
| Lanchester Eleven             | 1 444 cm3 quatre-cylindres à soupapes en tête, refroidissement à eau                                                             | environ 2.000  | 1937–1940 | Berline et Berline de Sport.                                                           |
| Lanchester Fourteen Roadrider | 1 527 cm3 (1 809 cm3 à partir de 1938) six-cylindres à soupapes en tête, refroidissement à eau                                   | environ 2.000  | 1937–1940 | Berline, Berline Sport. Freins bendix                                                  |
| Lanchester Ten LD10           | 1 287 cm3 quatre-cylindres à soupapes en tête, refroidissement à eau                                                             | 3.030          | 1946–1951 | Suspension avant à roues indépendantes, freins mécaniques                              |
| Lanchester Fourteen/Leda      | 1 968 cm3 quatre-cylindres à soupapes en tête, refroidissement à eau                                                             | 2.100          | 1950–1954 | Badge-Engineered en Daimler Conquest en 1953. Berline et drophead coupé (décapotable). |
| Lanchester Sprite             | 1 622 cm3 quatre-cylindres à soupapes en tête, refroidissement à eau                                                             | 10             | 1954–1956 | Boîte automatique Hobbs. Ne fut jamais mise en production                              |